# فريدريش كارل تيلمان
فريدريش كارل تيلمان (بالألمانية: Friedrich-Karl Thielemann)‏ (و. 1951 – م) هو فيزيائي، وعالم فيزياء فلكية، وأستاذ جامعي من ألمانيا .
وهو عضواً في الجمعية الفيزيائية الأمريكية .

## مناصب وهيئات
أدار جامعة هارفارد، وجامعة بازل.

## جوائز
حصل على جوائز منها:
- Lise Meitner Prize [الإنجليزية]‏ (2012)
- Hans A. Bethe Prize [الإنجليزية]‏ (2008).